# كلاوس غجاسولا
كلاوس غجاسولا (بالألبانية: Klaus Gjasula‏) (14 ديسمبر 1989 بتيرانا في ألبانيا - ) هو لاعب كرة قدم ألباني في مركز الوسط. لعب مع شتوتغارت كيكرز وفالدهوف مانهايم وكيكرز أوفنباخ وBahlinger SC ‏ وأم أس في دويسبورغ II ‏ ونادي فريبيرغ.

## وصلات خارجية
- كلاوس غجاسولا على موقع الاتحاد الدولي (مؤرشف)  (الإنجليزية)
- كلاوس غجاسولا على موقع الاتحاد الأوربي (الإنجليزية)
- كلاوس غجاسولا على موقع قاعدة بيانات كرة القدم.إي يو (الإنجليزية)
- كلاوس غجاسولا على موقع ناشيونال فوتبول تيمز (الإنجليزية)
- كلاوس غجاسولا على موقع Soccerway.com (الإنجليزية)
- كلاوس غجاسولا على موقع عالم كرة القدم.نت (الإنجليزية)